# Maurice Bokanowski

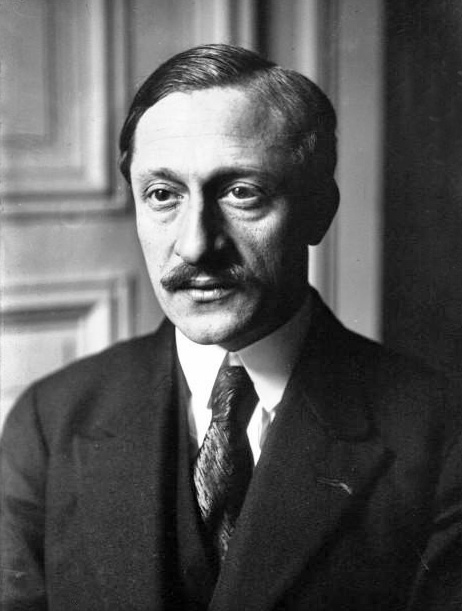
Maurice Bokanowski (1919)

Maurice Bokanowski (* 31. August 1879 in Le Havre, Département Seine-Maritime; † 2. September 1928 bei Toul, Département Meurthe-et-Moselle bei einem Flugzeugabsturz) war ein französischer Politiker der Dritten Republik, der unter anderem von 1914 bis zu seinem Tode 1928 Mitglied der Abgeordnetenkammer, 1924 Marineminister sowie zwischen 1926 und seinem Tode 1928 Minister für Handel und Industrie war.

## Leben
Maurice Bokanowski war das sechste Kind einer siebenköpfigen Familie und Sohn eines kleinen Einzelhändlers in Toulon,  der bereits früh verstarb. Nach dem Schulbesuch absolvierte er die Handelsschule in Marseille sowie im Anschluss ein Studium der Rechtswissenschaften an der Sorbonne, der Universität von Paris. Gleichzeitig belegte er Kurse der chinesischen Sprache an der Fachschule für moderne orientalische Sprachen (École spéciale des langues orientales). Nach seiner anwaltlichen Zulassung war er als Rechtsanwalt am Cour d’appel de Paris, dem Pariser Berufungsgericht, tätig.
Am 10. Mai 1914 wurde Bokanowski für die Republikanische, radikale und radikal-sozialistische Partei PRRRS (Parti républicain, radical et radical-socialiste) erstmals zum Mitglied der Abgeordnetenkammer (Chambre des députés) gewählt und vertrat in dieser nach seinen Wiederwahlen am 16. November 1919, am 11. Mai 1924 sowie am 22. April 1928 vom 1. Juni 1914 bis zu seinem Tode am 2. September 1928 das damalige Département Seine, wobei er sich 1919 der Republikanischen und Sozialen Aktion ARS (Action républicaine et sociale) sowie 1924 der Demokratischen Allianz AD (Alliance démocratique) anschloss. Für seine Verdienste wurde er am 1. Februar 1916 zum Ritter der Ehrenlegion ernannt und erhielt zudem das Croix de guerre 1914–1918.
Im Kabinett Poincaré III bekleidete Bokanowski zwischen dem 29. März und dem 9. Juni 1924 das Amt des Marineministers (Ministre de la Marine). Im Kabinett Poincaré IV übernahm er am 23. Juli 1926 den Posten als Minister für Handel und Industrie	 (Ministre du Commerce et de l’Industrie). Nachdem er am 2. September 1928 bei einem Flugzeugabsturz ums Leben gekommen war und die Regierung von der Presse wegen des desolaten Zustands des französischen Luftfahrtwesens stark kritisiert worden war, entschied die Regierung unter Raymond Poincaré drei Tage später, ein Luftfahrtministerium (Ministère de l’Air) zu schaffen, was per Dekret vom 14. September 1928 in die Tat umgesetzt wurde. Nach Bokanowskis Tod wurde Henry Chéron neuer Minister für Handel und Industrie, während Aimery Blacque-Belair neues Mitglied der Abgeordnetenkammer wurde.
Sein Sohn war der Politiker Michel Maurice-Bokanowski (1912–2005), der Mitglied der Nationalversammlung sowie des Senats, Minister für Post und Telekommunikation und Industrieminister war.